# Manuel Sánchez Monge
Manuel Sánchez Monge (Fuentes de Nava, 18 aprile 1947) è un vescovo cattolico spagnolo, dal 31 ottobre 2023 vescovo emerito di Santander.

## Biografia
Manuel Sánchez Monge è nato a Fuentes de Nava il 18 aprile 1947.

### Formazione e ministero sacerdotale
Ha compiuto gli studi ecclesiastici nel seminario minore e in quello maggiore di Palencia. Ha proseguito gli studi alla Pontificia Università Gregoriana, dove ha conseguito nel 1974 la licenza con una tesi sull'infallibilità papale e nel 1998 il dottorato con una tesi riguardante la famiglia, chiesa domestica.
Il 9 agosto 1970 è stato ordinato presbitero per la diocesi di Palencia. In seguito è stato vicario coadiutore della parrocchia di San Lazzaro a Palencia dal 1970 al 1971 e formatore nel seminario maggiore di Palencia dal 1971 al 1972 e dal 1975 al 1977; delegato diocesano per i mezzi di comunicazione sociale dal 1975 al 1977; professore di teologia presso l'Istituto teologico di Palencia dal 1975; rettore del seminario minore di Carrión de los Condes dal 1977 al 1982; vicario coadiutore della parrocchia di San Giuseppe a Palencia dal 1982 al 1988; professore di religione nell'Istituto "Victoria Macho" di Palencia dal 1988 al 1992; delegato diocesano per la pastorale familiare dal 1990 al 1992; rettore del seminario minore e del seminario maggiore di Palencia dal 1992 al 1998; pro-vicario generale dal 1996 al 1998; vicario generale dal 1999 al 2005 e canonico della cattedrale di Palencia dal 2003 al 2005.

### Ministero episcopale
Il 6 giugno 2005 papa Benedetto XVI lo ha nominato vescovo di Mondoñedo-Ferrol. Ha ricevuto l'ordinazione episcopale il 23 luglio successivo dall'arcivescovo Manuel Monteiro de Castro, nunzio apostolico in Spagna e Andorra, co-consacranti il cardinale Antonio María Rouco Varela, arcivescovo metropolita di Madrid, e l'arcivescovo metropolita di Santiago di Compostela Julián Barrio Barrio. Durante la stessa celebrazione ha preso possesso della diocesi.
Nel marzo del 2014 ha compiuto la visita ad limina.
Il 6 maggio 2015 papa Francesco lo ha nominato vescovo di Santander. Ha preso possesso della diocesi il 30 maggio successivo con una cerimonia nella cattedrale di Santander.
Nel 2018 ha tenuto il sermone delle sette parole di Valladolid. Questo è uno degli atti più singolari e straordinari della Settimana Santa a Valladolid ed è organizzato dalla Confraternita delle sette parole. Il Venerdì Santo a mezzogiorno, la Plaza Mayor, adornata con tende nere, si trasforma in un palcoscenico del XVI secolo e un chierico, da un pulpito, riflette sulle sette frasi che Gesù Cristo ha pronunciato sulla Croce, di fronte alle effigi che le illustrano. Questo sermone è preceduto da un proclama che viene letto da alcuni araldi a cavallo per tutta la mattinata in diverse parti della città.
Il 31 ottobre 2023 papa Francesco ha accolto la sua rinuncia al governo pastorale della diocesi di Santander per raggiunti limiti di età; gli è succeduto Arturo Pablo Ros Murgadas, fino ad allora vescovo titolare di Ursona ed ausiliare di Valencia.
In seno alla Conferenza episcopale spagnola è membro della commissione per la liturgia dal marzo del 2017. In precedenza è stato membro della commissione per la vita consacrata dal 2005 al 2008; membro della commissione per l'apostolato dei laici dal 2008 al 2011; membro della commissione per la pastorale sociale dal 2014 al 2017 e membro della commissione per la vita consacrata dal marzo del 2017 al 2020.

## Opere
- Antropología y Teología del Matrimonio, Madrid 1987;
- Parábolas como dardos, Madrid 1992 (varie edizioni, pubblicato anche in portoghese);
- Una santidad muy humana. Espiritualidad del Hno. Rafael, Madrid 1992;
- Eclesiología. La Iglesia, misterio de comunión y misión, Madrid 1994;
- El hermano Rafael, mártir de la vocación, Avila 1995;
- Serán una sola carne. Estudio interdisciplinar sobre el matrimonio y la familia, Madrid 1996;
- La iglesia doméstica: sus fundamentos teológicos y su radicación en la Iglesia particular (Excepta ex disertatione ad Doctoratum), Pontificia Università Gregoriana, Roma 1999;
- La pasión de solo Dios: espiritualidad del Hno. Rafael, Ed. Monte Carmelo, Burgos 2000;
- Vivir bajo la mirada de la Trinidad. Espiritualidad de D. José Gurruchaga, Burgos 2002;
- Fe y nueva evangelización, BAC, Madrid 2014;
- Es tiempo de caminar. La experiencia de Dios en Santa Teresa de Jesús, BAC, Madrid 2015.

## Genealogia episcopale
La genealogia episcopale è:
- Cardinale Scipione Rebiba
- Cardinale Giulio Antonio Santori
- Cardinale Girolamo Bernerio, O.P.
- Arcivescovo Galeazzo Sanvitale
- Cardinale Ludovico Ludovisi
- Cardinale Luigi Caetani
- Cardinale Ulderico Carpegna
- Cardinale Paluzzo Paluzzi Altieri degli Albertoni
- Papa Benedetto XIII
- Papa Benedetto XIV
- Papa Clemente XIII
- Cardinale Marcantonio Colonna
- Cardinale Giacinto Sigismondo Gerdil, B.
- Cardinale Giulio Maria della Somaglia
- Cardinale Carlo Odescalchi, S.I.
- Cardinale Costantino Patrizi Naro
- Cardinale Lucido Maria Parocchi
- Papa Pio X
- Papa Benedetto XV
- Papa Pio XII
- Cardinale Eugène Tisserant
- Papa Paolo VI
- Cardinale Agostino Casaroli
- Cardinale Manuel Monteiro de Castro
- Vescovo Manuel Sánchez Monge